# Buston (miasto)
Niektóre z zamieszczonych tu informacji wymagają weryfikacji.
Dokładniejsze informacje o tym, co należy poprawić, być może znajdują się w dyskusji tego artykułu.
 Po wyeliminowaniu niedoskonałości należy usunąć szablon {{Dopracować}} z tego artykułu.
Buston (tadż. Бӯстон) – miasto w północnym Tadżykistanie, w wilajecie sogdyjskim. Liczyło 21 tys. mieszkańców (2006). Ośrodek przemysłowy. Prawa miejskie otrzymało w 1946 roku. 